# Гломовые
Гломовые, или Гломусовые (лат. Glomerales) — порядок грибов отдела Glomeromycota.

## Биология
Все виды порядка симбиотрофы-мутуалисты, образующие арбускулярную микоризу с высшими растениями. Они производят споры (азигоспоры и хламидоспоры) крупных размеров (до 0,1—0,5 мм), которые содержат в себе тысячи ядер. 